# YURINO
YURINO（ユリノ、1996年2月6日 - ）は、日本の元ダンサー。Happiness、E-girls、スダンナユズユリーの元メンバー。
宮崎県出身。身長150cm。血液型B型。

## 略歴
小学6年の時、EXILEのライブでサポートを務めていたSAYAKAに憧れ、ダンスを習うべくEXPG宮崎校に通う。
2008年8月10日、芸能事務所LDHが主催した女優・モデル発掘オーディション「第2回LDH DREAM GIRLS AUDITION 2008 in 九州・北海道」にて準グランプリを受賞。翌2009年7月24日、Happinessに追加メンバーとして加入。
2011年4月からはE-girlsとしても活動。E-girlsメンバーとしてNHK紅白歌合戦出場5回（2013年 - 2017年）等の実績を残す。
2016年11月9日からは須田アンナ、武部柚那と共にスダンナユズユリーとしても始動。同グループのみラップも担当。
2020年12月15日、年内をもって所属事務所を退社することを発表。E-girlsの解散を受け決断に至ったという。同月28日の配信ライブが上記3つのグループとして最後の活動となった。

### 事務所退社後
2021年1月、同じグループで活動し同時に退社を発表していた須田と共に、YouTubeチャンネル『アンエンユリ』を開設。同年2月1日には須田と共に、新プロジェクト「episode」を発足した。その一方で2022年1月には個人のYouTubeチャンネル『YURINO mood』も開設している。

## 人物
2024年2月5日にvividboooyと結婚した。結婚を公表したのは2025年2月5日で結婚1周年の日だった。

## 出演

### 広告
- カラーコンタクトレンズ「Mirage」（2017年）
- ellesse HERITAGE（2017年 - ）

### ミュージックビデオ
- CRAZYBOY「Double Play」（2018年）

### イベント
- GirlsAward 2012 AUTUMN/WINTER（2012年）[13]
- GirlsAward 2018 AUTUMN/WINTER（2018年）[14]

## 受賞
- スニーカーベストドレッサー賞 2020 アーティスト部門[15]